# 辛攀
辛攀（？—？），字怀远，陇西郡狄道县（今甘肃省定西市临洮县）人，西晋、前凉官员。

## 生平
辛攀虚龄七岁时随父亲尚书郎辛奭在京师洛阳。北地郡程晓是辛奭的亲戚朋友，看着辛攀笑着说：“差劲的父亲生了贤明的子女，这就是小孩子你啊。”辛攀说：“玩笑谈论到他人亲属，不是雅正的教训。”程晓和宾客们对辛攀大为称奇。辛攀和哥哥辛鉴、辛旷，弟弟辛宝、辛迅都以才能见识而知名。秦州和雍州地区为之说：“五龙在一家，才能德行如金玉一样美。”建兴二年（314年），晋愍帝司马邺派遣大鸿胪辛攀册拜张轨为侍中、太尉、凉州牧、西平公，张轨坚决拒绝。